# Coppa di Francia 2017 (ciclismo)
La Coppa di Francia di ciclismo 2017, ventiseiesima edizione della competizione, si svolse dal 29 gennaio al 1º ottobre 2017, in 15 eventi tutti facenti parte del circuito UCI Europe Tour 2017. La classifica individuale fu vinta dal francese Laurent Pichon della Fortuneo-Oscaro, mentre la classifica a squadre fu vinta dalla stessa Fortuneo-Oscaro.

## Calendario
| Corsa | Data         | Evento                                     | Vincitore            | Squadra                | Leader della classifica      |
| ----- | ------------ | ------------------------------------------ | -------------------- | ---------------------- | ---------------------------- |
| 1     | 29 gennaio   | Grand Prix Cycliste La Marseillaise (2017) | Arthur Vichot        | FDJ                    | Arthur Vichot                |
| 2     | 18 marzo     | Classic Loire-Atlantique (2017)            | Laurent Pichon       | Fortuneo-Vital Concept | Arthur Vichot/Laurent Pichon |
| 3     | 31 marzo     | Route Adélie de Vitré (2017)               | Laurent Pichon       | Fortuneo-Vital Concept | Laurent Pichon               |
| 4     | 2 aprile     | La Roue Tourangelle (2017)                 | Flavien Dassonville  | HP BTP-Auber 93        | Laurent Pichon               |
| 5     | 11 aprile    | Parigi-Camembert (2017)                    | Nacer Bouhanni       | Cofidis                | Laurent Pichon               |
| 6     | 13 aprile    | Grand Prix de Denain (2017)                | Arnaud Démare        | FDJ                    | Laurent Pichon               |
| 7     | 15 aprile    | Tour du Finistère (2017)                   | Julien Loubet        | Armée de Terre         | Laurent Pichon               |
| 8     | 17 aprile    | Tro-Bro Léon (2017)                        | Damien Gaudin        | Armée de Terre         | Laurent Pichon               |
| 9     | 27 maggio    | Grand Prix de Plumelec-Morbihan (2017)     | Alexis Vuillermoz    | AG2R La Mondiale       | Laurent Pichon               |
| 10    | 28 maggio    | Boucles de l'Aulne (2017)                  | Odd Christian Eiking | FDJ                    | Laurent Pichon               |
| 11    | 30 luglio    | La Poly Normande (2017)                    | Alexis Gougeard      | AG2R La Mondiale       | Laurent Pichon               |
| 12    | 3 settembre  | Grand Prix de Fourmies (2017)              | Nacer Bouhanni       | Cofidis                | Laurent Pichon               |
| 13    | 10 settembre | Tour du Doubs (2017)                       | Romain Hardy         | Fortuneo-Oscaro        | Laurent Pichon               |
| 14    | 17 settembre | Grand Prix d'Isbergues (2017)              | Benoît Cosnefroy     | AG2R La Mondiale       | Laurent Pichon               |
| 15    | 1º ottobre   | Tour de Vendée (2017)                      | Christophe Laporte   | Cofidis                | Laurent Pichon               |

## Classifiche

### Individuale
| Pos. | Corridore           | Squadra     | Punti |
| ---- | ------------------- | ----------- | ----- |
| 1    | Laurent Pichon      | Fortuneo    | 228   |
| 2    | Nacer Bouhanni      | Cofidis     | 169   |
| 3    | Flavien Dassonville | HP BTP      | 101   |
| 4    | Samuel Dumoulin     | AG2R La M.  | 91    |
| 5    | Julien Simon        | Fortuneo    | 86    |
| 6    | Romain Hardy        | Fortuneo    | 79    |
| 7    | Julien Loubet       | Armée de T. | 78    |
| 8    | David Gaudu         | FDJ         | 65    |
| 9    | Kevin Le Cunff      | HP BTP      | 73    |
| 10   | Thomas Boudat       | Direct Én.  | 71    |

### Squadre
| Pos. | Costruttore                    | Punti |
| ---- | ------------------------------ | ----- |
| 1    | Fortuneo-Oscaro                | 131   |
| 2    | HP BTP-Auber 93                | 122   |
| 3    | Cofidis                        | 103   |
| 4    | FDJ                            | 99    |
| 5    | AG2R La Mondiale               | 92    |
| 6    | Équipe Cycliste Armée de Terre | 83    |
| 7    | Direct Énergie                 | 78    |
| 8    | Delko-Marseille Provence-KTM   | 69    |
| 9    | Roubaix-Lille Métropole        | 52    |